# Гранітно-степове Побужжя

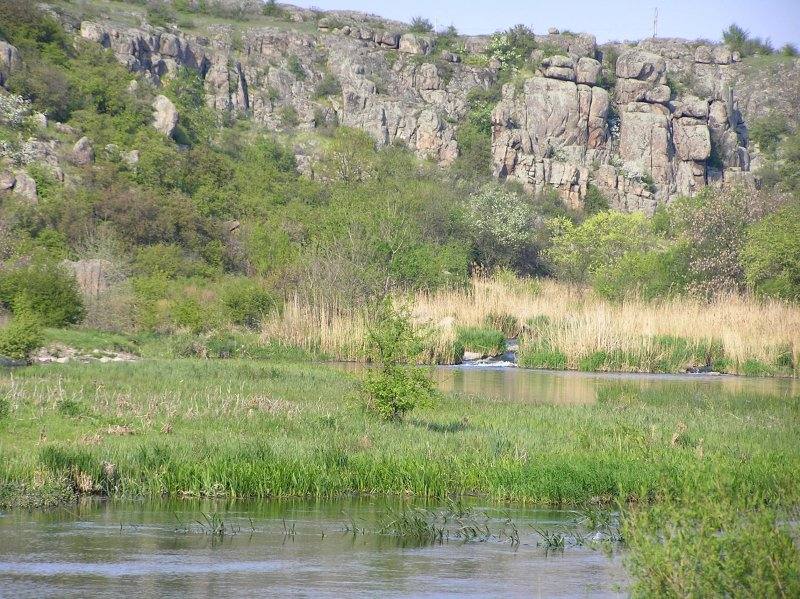
Актовський каньйон, на передньому плані — річка Мертвовод

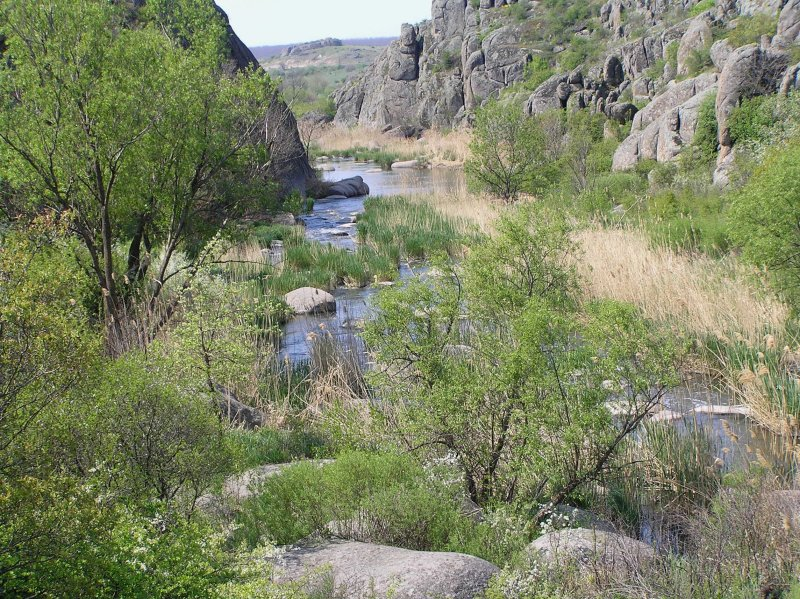
Актовський каньйон, вигляд з вершини скелі

Грані́тно-степове́ Побу́жжя — природний комплекс в Україні, у межах північно-західної частини Миколаївської області. Вважається однією з найдавніших ділянок суші Євразії, яка не поринала у морські глибини протягом 60 мільйонів років. 
До складу комплексу входять: екосистема річки Південний Буг та її прибережної зони у межах між містами Первомайськ (на півночі) та Південноукраїнськ (на півдні), а також екосистеми приток  Південного Бугу:  Мертвоводу (Актовський каньйон), Арбузинки тощо; села Мигія, Грушівка. 
Потребує комплексної охорони. 
Гранітно-степове Побужжя (разом з Регіональним ландшафтним парком «Гранітно-Степове Побужжя»), згідно з рішенням всеукраїнського Інтернет-опитування, оголошеним 26 серпня 2008 року, визнаний одним із 7 природних див України. 

## Екосистема
Гранітно-степове Побужжя характеризується унікальною екосистемою зі значною кількістю реліктів та ендеміків з рослин і тварин середземноморського та гірсько-альпійського походження. Виявлено 86 представників флори та фауни, занесених до Червоної книги України та Європейського Червоного списку.

## Ландшафт

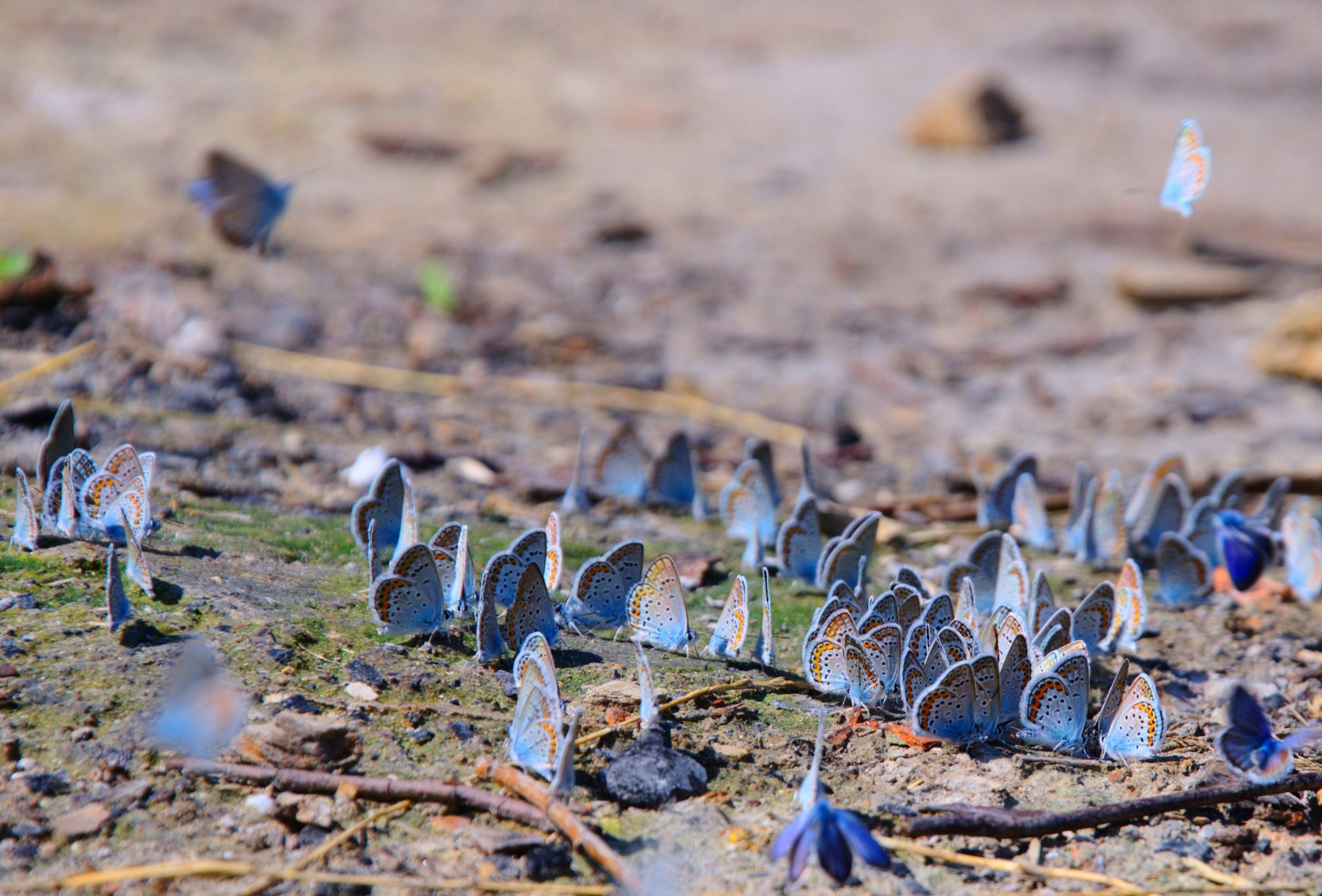
Колонія метеликів

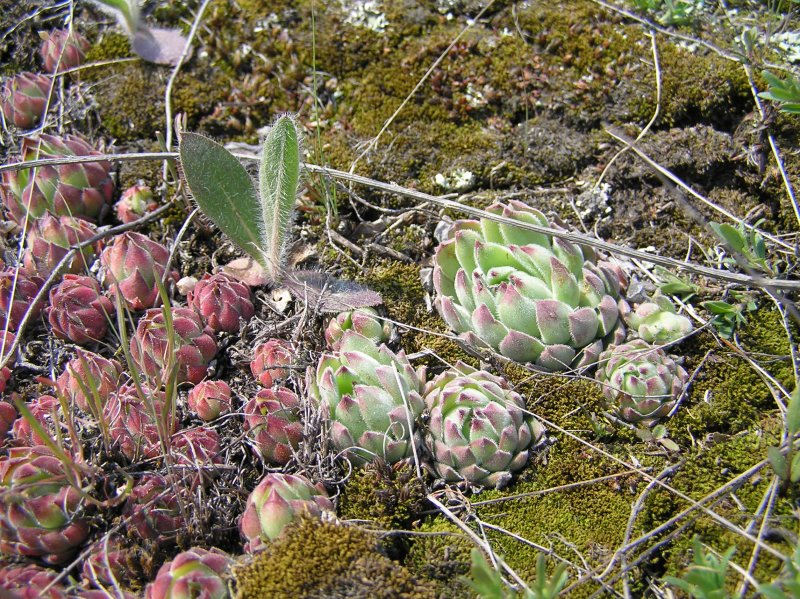
Релікти рослинного світу — молодила

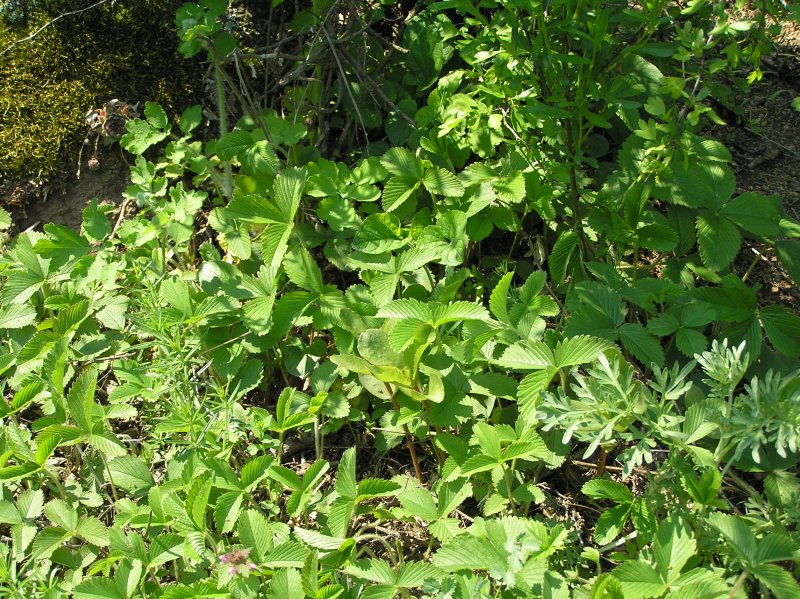
Суниці

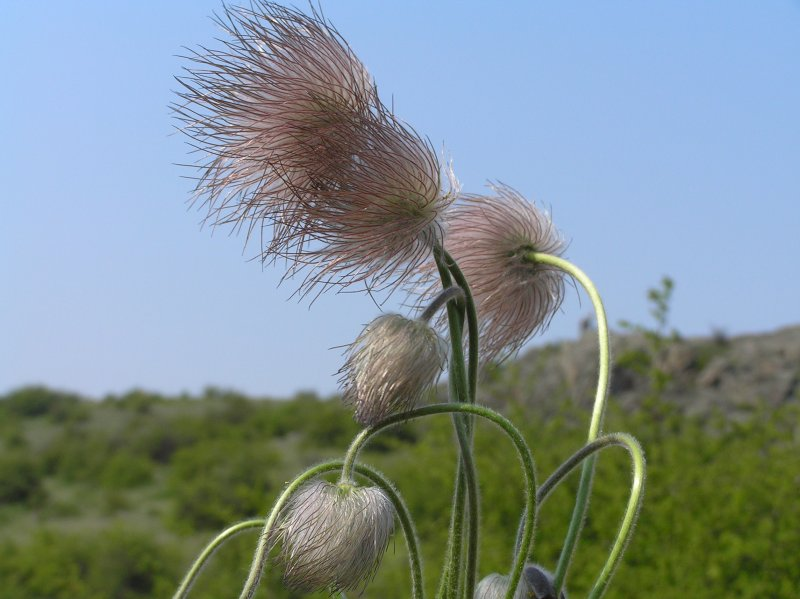

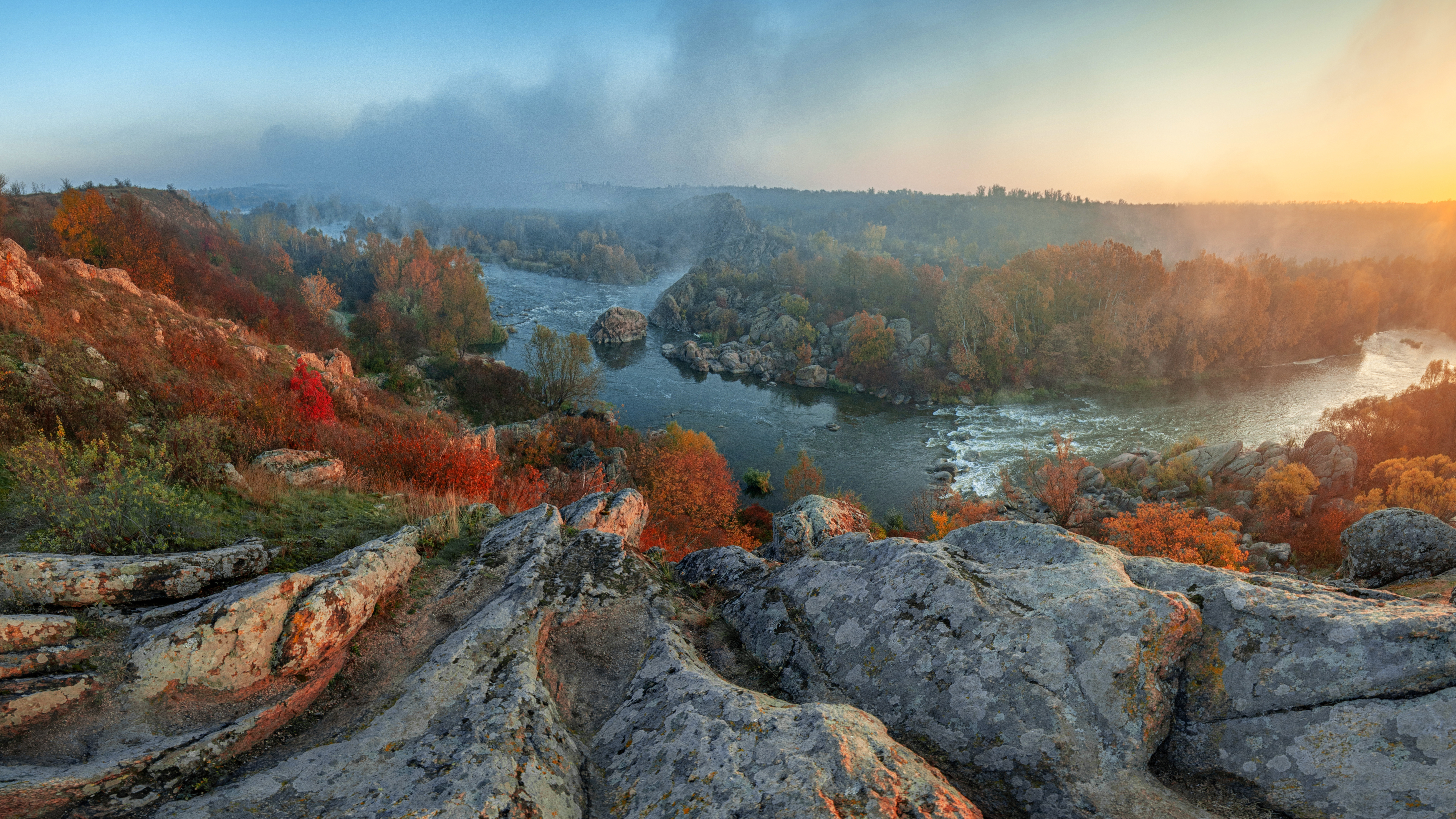
Гранітно-степове Побужжя

Величні гранітні скелі місцями сягають 40—50 м заввишки, річище Бугу порожисте з водограями та островами, долина місцями каньйоноподібна. Схожий характер мають і долини лівих приток Південного Бугу — Мигійського Ташлику, Великої Корабельної, Мертвоводу. Гранітно-степове Побужжя — це справжній гірський краєвид серед Українського степу.

## Флора
У складі природної флори Гранітно-степового Побужжя виявлено близько 800 видів вищих рослин.

## Фауна
Кількість видів хребетних тварин становить понад 180. Серед них слід особливо виокремити унікальний комплекс риб порожистої частини Південного Бугу (понад 35 видів). Поряд із поширеними видами тут мешкає марена дніпровська — дивовижно красива, сильна тварина, для якої, на жаль, це останній притулок на Землі. Усього у Гранітно-степовому Побужжі зареєстровано 15 видів хребетних тварин, занесених до національної Червоної книги та Європейського Червоного списку. Серед них: шемая дунайська, марена дніпровська, полоз лісовий, полоз жовточеревий (жовтобрюх), балабан, орел-карлик, видра річкова, борсук та інші.
Внаслідок суцільної розораності прилеглих земель, для більшості видів тварин каньйон став останнім притулком. За оцінками фахівців тільки комах на території Гранітно-степового Побужжя мешкає не менше 9 тисяч видів.

## Історія краю

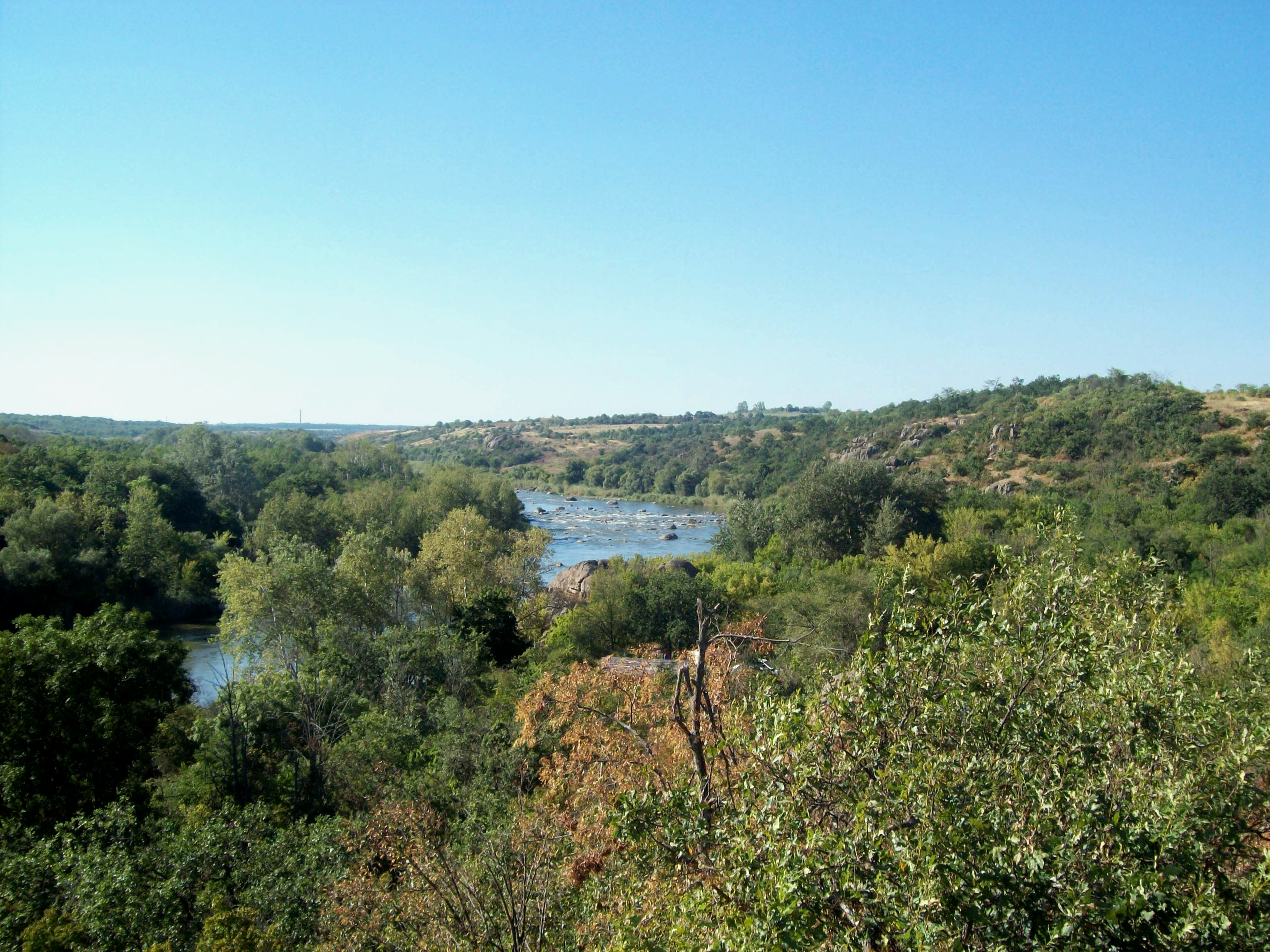
Бузькі пороги

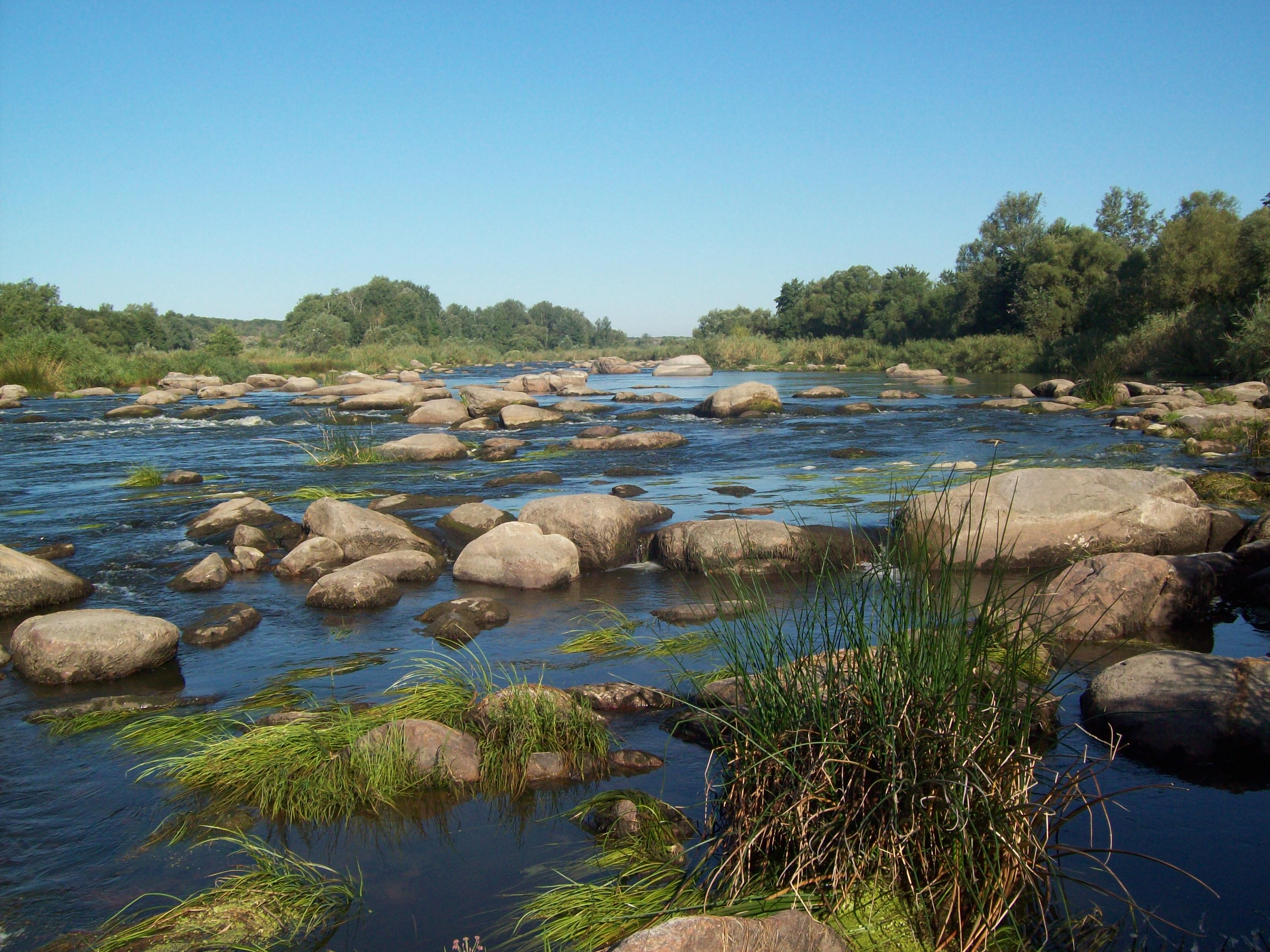
Пороги зблизька

Гранітно-степове Побужжя надзвичайно багате на археологічні пласти: палеоліт, мезоліт, неоліт, мідна і залізна доба, бронзова доба давніх слов'ян, римлян. Всього у цьому районі між селом Мигія та селищем Олександрівка виявлено 98 археологічних пам'яток.
Гранітно-степове Побужжя тісно пов'язане з Військом Запорозьким Низовим та Запорозькою Січчю. Південний Буг славився серед запорожців як друга за значенням річка після Дніпра. На території Гранітно-степового Побужжя розташовувався Гард (в околицях сучасного м. Південноукраїнська) — адміністративний центр Буго-Гардової паланки, найбільшої за розмірами серед восьми територіальних одиниць Запорозької республіки. Першим паланковим отаманом тут був князь Дмитро Вишневецький.

## Туризм
Вже багато років Бузькі пороги є меккою водних туристів. В урочищі Протіч розташована одна з найкращих у Європі природних трас веслувального слалому. Прямовислі скелі каньйону — улюблене місце змагань спортсменів-скелелазів.